# Team Triathlon Series
De Team Triathlon Series (ook wel bekend als T3 Series) is een teamcompetitie triatlon in België, die uit 5 verschillende wedstrijden bestaat, waarin de beste triatlonclubs van België tegen elkaar uit komen. 
De Team Triathlon Series ontstond in 2015 en had als doel een nationale triatloncompetitie te organiseren voor de Belgische Triatlonclubs. Dit evenement wordt georganiseerd door Triatlon Vlaanderen (3VL).

## Individuele wedstrijden
Op individuele wedstrijden worden de plaatsen van de gefinishte atleten per club opgeteld om het clubklassement op te stellen. 
De club met het laagste totaal aantal plaatsen behaalt de eerste plaats.
In de heren competitie tellen de 4 hoogst gefinishte atleten per club. 
In de dames competitie tellen de 3 hoogst gefinishte atleten per club. 

## Teamwedstrijden
Tijdens de Ploegentriatlon leggen de atleten in team een sprint triatlon van 750m zwemmen, 20 km fietsen en 5 km lopen tegen de klok af. Bij de heren komen 7 atleten aan de start en telt de eindtijd van de 5de atleet. Bij de dames komen 5 atleten aan de start en telt de eindtijd van de 3e atleet. 
Tijdens de Team Relay leggen de teams van 3 atleten in aflossingsvorm elk een volledige super sprint triatlon van 350 m zwemmen, 6 km fietsen en 1.5 km lopen af.

## Ranking
Op basis van het clubklassement van elke wedstrijd worden aan elke club punten toegekend voor de eindranking van dat jaar. 

## Winnaars Team Triathlon Series
| Jaar | Winnaar 1e divisie mannen | Winnaar 2e divisie mannen | Winnaar 1e divisie vrouwen         | Winnaar 2e divisie vrouwen |
| ---- | ------------------------- | ------------------------- | ---------------------------------- | -------------------------- |
| 2015 | SMO                       |                           | SMO                                |                            |
| 2016 | SMO                       |                           | ATRIAC                             |                            |
| 2017 | SMO                       | 3PT-SOLIDPHARMA           | ATRIAC                             |                            |
| 2018 | TRIGT                     |                           | ATRIAC                             |                            |
| 2019 | TDL                       | 3PT-SOLIDPHARMA           | Niet georganiseerd voor damesteams |                            |
| 2020 | TRIGT                     | 3PT-SOLIDPHARMA           | ATRIAC                             |                            |
| 2021 | SMO                       | KTT                       | ITC                                |                            |
| 2022 | SMO                       | KTT                       | 3MD                                |                            |
| 2023 | KTT                       | 3MD                       | WTT                                | SP&O                       |
| 2024 | SP&O                      | 3MD                       | 3PT                                | TDL                        |